# Intravasazione
L' Intravasazione è l'invasione di cellule tumorali attraverso la membrana basale in un vaso sanguigno o linfatico. È uno dei processi carcinogenici che permette alla cellula tumorale di spostarsi al di fuori del suo sito primario (gli altri meccanismi includono l'invasione attraverso le membrane basali, extravasazione e colonizzazione di siti metastatici lontani dalla massa tumorale primaria). Per arrivare in località secondarie (progettate per la colonizzazione delle cellule tumorali) il tumore sfrutta questo processo migratorio per attivare fenomeni di chemotassi.

## Fattori che favoriscono l'intravasazione

### Ruolo di uPA.
Uno dei geni che contribuisce all'intravasazione codifica la proteina urochinasi (uPA), ovvero una serina proteasi in grado di degradare proteoliticamente diversi componenti della matrice extracellulare (ECM, extracellulare Matrix) e della membrana basale attorno ai tumori primari. uPA attiva inoltre molteplici fattori di crescita e ulteriori MMPs (Matrix MetalloProteinases, metalloproteinasi della matrice) che sono in grado di degradare la ECM, permettendo al tumore di invadere e intravasare.

### Ruolo di p75NTR
Recentemente è stato identificato p75NTR (p75 neurotrophin receptor, recettore p75 delle neurotrofine), una proteina in grado di sopprimere il processo di metastatizzazione in parte down-regolando proteasi specifiche, tra le quali uPA.

### Ruolo dei macrofagi associati al tumore
I macrofagi associati al tumore(Tumor associated macrophages, in sigla TAMs) sono abbondantemente presente nel microambiente dei tumori metastatizzanti.  Diverse ricerche hanno svelato che i macrofagi favoriscono la migrazione e l'intravasazione delle cellule tumorali secernendo fattori chemotattici e chemocinetici; parallelamente questi fattori promuovono: angiogenesi, rimodellamento della ECM; infine regolano anche la formazione di fibre collagene.

## Intravasazione attiva e passiva
I tumori possono escogitare dei metodi sia attivi che passivi per permeare nell'albero circolatorio. Alcune ricerche suggeriscono che le cellule tumorali: si muovano attivamente attraverso vasi sanguigni o linfatici in risposta a nutrienti o gradienti di chemochine; altri dimostrano che la metastasi negli stadi precoci della cancerogenesi sia più accidentale..
Nell'intravasazione attiva, le cellule cancerose migrano attivamente verso e in i vasi sanguigni circostanti. 
Il primo step in questo processo è la specifica adesione a cellule endoteliali delle venule, seguita dall'adesione a proteine della membrana basale sub-endoteliale (come la laminina e il collagene di tipo IV e V). Lo step finale è l'adesione del tumore metastatico agli elementi di tessuto connettivo come la fibronectina, collagene di tipo I, ialuronano, che è richiesto per il movimento della cellula tumorale nello stroma subendoteliale e la crescita successiva in siti secondari di colonizzazione.
Il termine intravasazione passiva si riferisce ad un processo in cui i tumori metastatizzano attraverso delle mutazioni passive.Passive intravasation refers to a process in which tumors metastasize through passive shedding. 
Le prove di questa tipologia di intravasazione sono state ottenute in seguito all'osservazione di un aumento di cellule tumorali rilasciate nel torrente circolatorio in seguito ad un trauma del tumore primario. In aggiunta, le cellule che crescono in spazi molto ristretti sono costrette ad esercitare tensioni l'una con l'altra causando il collasso dei vasi sanguigni e linfatici adiacenti, potenzialmente forzando l'entrata delle cellule nei vasi.

## Transizione epitelio-mesenchima e intravasazione
La Transizione Epitelio Mesenchina (Epithelial-mesenchymal transition, in sigla EMT) è stata ipotizzata essere un prerequisito essenziale per l'invasione del tumore e la sua metastasi. Comunque sia le cellule EMT e non-EMT cooperano per completare il processo spontaneo di metastatizzazione.
Le cellule EMT, dotate di fenotipo migratorio, degradano la ECM e penetrano nei tessuti e vasi sanguigni/linfatici locali, facilitando dunque l'intravasazione. Le cellule Non-EMT possono migrare insieme alle cellule EMT per permeare nel vaso sanguigno o linfatico. Sebbene entrambi i fenotipi cellulari persistono nella circolazione, le EMT non riescono ad aderire alla parete del vaso sanguigno nel sito secondario; le cellule non -EMT al contrario, sono capaci di aderire alla parete del vaso (avendo delle proprietà adesive migliori) e di estravasare nel sito secondario.